# Élections présidentielles sous la Cinquième République dans les Côtes-d'Armor
Depuis l'adoption de la Constitution de la Cinquième République française en 1958, dix élections présidentielles ont eu lieu afin d'élire le président de la République. Cette page présente les résultats de ces élections dans les Côtes-d'Armor.

## Synthèse des résultats du second tour
Les Côtes-d'Armor votent traditionnellement plus à gauche que la France. Le département a en particulier placé François Mitterrand (50,22 %), Lionel Jospin (54,08 %) et Ségolène Royal (55,53 %) en tête au second tour lors des élections de 1974, 1995 et 2007. En 2012, François Hollande (59,19 %) obtient plus de 7 points de plus qu'au niveau national. En 2017, Emmanuel Macron obtient de même plus de 7 points de plus et obtient en 2022 4 points de plus qu'au niveau national.
| 2022 | Emmanuel Macron (62,90 %) (France : 58,55 %) | Marine Le Pen (37,10 %) (France : 41,45 %) | 78,76 % (France : 71,99 %) | 8,09 % (France : 6,23 %) |

| 2017 | Emmanuel Macron (73,47 %) (France : 66,10 %) | Marine Le Pen (26,53 %) (France : 33,90 %) | 80,77 % (France : 77,77 %) | 2,05 % (France : 2,47 %) |

| 2012 | François Hollande (59,19 %) (France : 51,64 %) | Nicolas Sarkozy (40,81 %) (France : 48,36 %) | 85,71 % (France : 80,35 %) | 1,8 % (France : 5,82 %) |

| 2007 | Nicolas Sarkozy (44,47 %) (France : 53,06 %) | Ségolène Royal (55,53 %) (France : 46,94 %) | 88,32 % (France : 83,97 %) | 1,27 % (France : 4,20 %) |

| 2002 | Jacques Chirac (88,3 %) (France : 82,21 %) | J.-M. Le Pen (11,7 %) (France : 17,79 %) | 76,47 % (France : 79,71 %) | 3,31 % (France : 3,38 %) |

| 1995 | Jacques Chirac (45,92 %) (France : 52,64 %) | Lionel Jospin (54,08 %) (France : 47,36 %) | 83,53 % (France : 78,38 %) | 2,46 % (France : 2,81 %) |

| 1988 | François Mitterrand (59,38 %) (France : 54,02 %) | Jacques Chirac (40,62 %) (France : 45,98 % %) | 85,54 % (France : 81,35 %) | 1,6 % (France : 2,00 %) |

| 1981 | François Mitterrand (55,5 %) (France : 51,76 %) | Valéry Giscard d'Estaing (44,5 %) (France : 48,24 %) | 84,67 % (France : 81,09 %) | 1,03 % (France : 1,62 %) |

| 1974 | Valéry Giscard d'Estaing (49,78 %) (France : 50,81 %) | François Mitterrand (50,22 %) (France : 49,19 %) | 87,18 % (France : 84,23 %) | 0,62 % (France : 0,92 %) |

| 1969 | Georges Pompidou (57,78 %) (France : 58,21 %) | Alain Poher (42,22 %) (France : 41,79 %) | 80,37 % (France : 77,59 %) | 1 % (France : 1,29 %) |

| 1965 | Charles de Gaulle (54,8 %) (France : 55,20 %) | François Mitterrand (45,2 %) (France : 44,80 %) | 86,37 % (France : 84,75 %) | 0,61 % (France : 1,01 %) |

|  | ▲ |

## 2022
Arrivé en tête du premier tour, le président sortant Emmanuel Macron (27,85 %) affronte Marine Le Pen (23,15 %), un duel identique à celui du scrutin de 2017. C'est la deuxième fois qu'un second tour opposant les mêmes candidats à deux scrutins présidentiels consécutifs a lieu après ceux où se sont affrontés Valéry Giscard d'Estaing et François Mitterrand en 1974 et 1981.
En troisième position avec 21,95 % des voix, Jean-Luc Mélenchon réalise le score le plus élevé de ses trois candidatures et arrive largement en tête de la gauche, mais échoue à accéder au second tour, avec environ 400 000 voix de moins que Marine Le Pen.
Une nouvelle fois, les partis politiques traditionnels sont absents du second tour, dans des proportions encore plus importantes que lors de la précédente élection. Le Parti socialiste et Les Républicains, représentés respectivement par Anne Hidalgo et Valérie Pécresse, s'effondrent avec des scores historiquement faibles et n'atteignent pas le seuil des 5 %, condition permettant d'être remboursé des frais de campagne.
Pour la première fois, les candidatures classées à l'extrême droite dépassent le seuil de 30 % des suffrages exprimés au premier tour tandis que les sondages d'opinion laissent annoncer un duel serré face au président sortant, la possibilité d'une victoire pour Marine Le Pen étant pour la première fois envisagée par ceux-ci.
Le second tour voit Emmanuel Macron l'emporter par 58,55 % des suffrages exprimés, permettant ainsi au président sortant d'entamer un second mandat. Le septennat ayant été aboli en 2000, il devient ainsi le premier président de la République française à être réélu pour un deuxième quinquennat, le deuxième président de la Cinquième République réélu hors période de cohabitation et le quatrième président de la Cinquième République réélu.
| Candidats                | Candidats                | Partis                   | Premier tour | Premier tour | Second tour | Second tour |
| Candidats                | Candidats                | Partis                   | Voix         | %            | Voix        | %           |
| ------------------------ | ------------------------ | ------------------------ | ------------ | ------------ | ----------- | ----------- |
|                          | Emmanuel Macron          | LREM                     | 113 656      | 31,02        | 209 721     | 62,90       |
|                          | Marine Le Pen            | RN                       | 79 850       | 21,79        | 123 689     | 37,10       |
|                          | Jean-Luc Mélenchon       | LFI                      | 74 226       | 20,26        |             |             |
|                          | Yannick Jadot            | EELV                     | 19 349       | 5,28         |             |             |
|                          | Éric Zemmour             | REC                      | 17 319       | 4,73         |             |             |
|                          | Valérie Pécresse         | LR                       | 17 235       | 4,70         |             |             |
|                          | Jean Lassalle            | RES                      | 11 949       | 3,26         |             |             |
|                          | Fabien Roussel           | PCF                      | 11 628       | 3,17         |             |             |
|                          | Anne Hidalgo             | PS                       | 8 279        | 2,26         |             |             |
|                          | Nicolas Dupont-Aignan    | DLF                      | 6 404        | 1,75         |             |             |
|                          | Philippe Poutou          | NPA                      | 3 895        | 1,06         |             |             |
|                          | Nathalie Arthaud         | LO                       | 2 603        | 0,71         |             |             |
|                          |                          |                          |              |              |             |             |
| Votes valides            | Votes valides            | Votes valides            | 366 393      | 97,66        | 333 410     | 89,73       |
| Votes blancs             | Votes blancs             | Votes blancs             | 5 722        | 1,53         | 26 972      | 7,26        |
| Votes nuls               | Votes nuls               | Votes nuls               | 3 040        | 0,81         | 11 174      | 3,01        |
| Total                    | Total                    | Total                    | 375 155      | 100          | 371 556     | 100         |
| Abstention               | Abstention               | Abstention               | 96 597       | 20,48        | 100 204     | 21,24       |
| Inscrits / participation | Inscrits / participation | Inscrits / participation | 471 752      | 79,52        | 471 760     | 78,76       |

### 2017
Le premier tour de l'élection présidentielle de 2017 voit s'affronter onze candidats. Emmanuel Macron arrive en tête devant Marine Le Pen et tous deux se qualifient pour le second tour. Néanmoins, avec François Fillon et Jean-Luc Mélenchon, les scores des quatre candidats ayant recueilli le plus de voix sont serrés (4,43 points entre le 1er et le 4e). Pour la première fois, aucun des candidats des deux partis politiques pourvoyeurs jusque-là des présidents de la Ve République, n'est présent au second tour. Celui-ci se tient le dimanche 7 mai et se solde par la victoire d'Emmanuel Macron, avec un total de 20 753 798 bulletins de vote en sa faveur, soit 66,10 % des suffrages exprimés, face à la candidate du Front national, qui recueille 33,90 %. Le scrutin est néanmoins marqué par une forte abstention et par un record de votes blancs ou nuls.
Dans les Côtes-d'Armor, Emmanuel Macron arrive en tête du premier tour avec 27,99 % des exprimés, suivi de Jean-Luc Mélenchon (20,27 %), François Fillon (18,38 %), Marine Le Pen (16,46 %) et Benoît Hamon (8,6 %). Au second tour, les électeurs ont voté à 73,47 % pour Emmanuel Macron contre 26,53 % pour Marine Le Pen avec un taux de participation de 80,77 % des inscrits.
|             | EM          | Emmanuel Macron       | 104 969 | 27,99 %    | 236 953 | 73,47 %    |  |  |
|             | LFi         | Jean-Luc Mélenchon    | 76 013  | 20,27 %    |         |            |  |  |
|             | LR          | François Fillon       | 68 916  | 18,38 %    |         |            |  |  |
|             | FN          | Marine Le Pen         | 61 703  | 16,46 %    | 85 554  | 26,53 %    |  |  |
|             | PS          | Benoît Hamon          | 32 260  | 8,6 %      |         |            |  |  |
|             | DlF         | Nicolas Dupont-Aignan | 15 958  | 4,26 %     |         |            |  |  |
|             | NPA         | Philippe Poutou       | 5 468   | 1,46 %     |         |            |  |  |
|             | RES         | Jean Lassalle         | 3 554   | 0,95 %     |         |            |  |  |
|             | LO          | Nathalie Arthaud      | 3 028   | 0,81 %     |         |            |  |  |
|             | UPR         | François Asselineau   | 2 479   | 0,66 %     |         |            |  |  |
|             | SeP         | Jacques Cheminade     | 621     | 0,17 %     |         |            |  |  |
|             |             |                       |         |            |         |            |  |  |
|             |             |                       | Nombre  | % inscrits | Nombre  | % inscrits |  |  |
| Inscrits    | Inscrits    | Inscrits              | 455 958 |            | 455 840 |            |  |  |
| Abstentions | Abstentions | Abstentions           | 71 617  | 15,71 %    | 87 670  | 19,23 %    |  |  |
| Votants     | Votants     | Votants               | 384 341 | 84,29 %    | 368 170 | 80,77 %    |  |  |
|             |             |                       |         |            |         |            |  |  |
|             |             |                       |         | % votants  |         | % votants  |  |  |
| Blancs      | Blancs      | Blancs                | 6 436   | 1,41 %     | 32 887  | 7,21 %     |  |  |
| Nuls        | Nuls        | Nuls                  | 2 936   | 0,64 %     | 12 776  | 2,8 %      |  |  |
| Exprimés    | Exprimés    | Exprimés              | 374 969 | 82,24 %    | 322 507 | 70,75 %    |  |  |

### 2012
Hollande, désigné par le PS à la suite d'une primaire ouverte, devance Sarkozy dès le premier tour de l'élection présidentielle de 2012 : c'est la première fois qu'un président sortant est ainsi devancé. Au second tour, Sarkozy est battu mais par un écart plus faible qu'attendu.
Dans les Côtes-d'Armor, François Hollande arrive en tête du premier tour avec 33,02 % des exprimés, suivi de Nicolas Sarkozy (23,86 %), Marine Le Pen (13,58 %), Jean-Luc Mélenchon (12,2 %) et François Bayrou (10,6 %). Au second tour, les électeurs ont voté à 59,19 % pour François Hollande contre 40,81 % pour Nicolas Sarkozy avec un taux de participation de 86,13 % des inscrits.
|                | PS             | François Hollande     | 125 333 | 33,02 %    | 217 609 | 59,19 %    |  |  |
|                | UMP            | Nicolas Sarkozy       | 90 555  | 23,86 %    | 150 030 | 40,81 %    |  |  |
|                | FN             | Marine Le Pen         | 51 552  | 13,58 %    |         |            |  |  |
|                | FG             | Jean-Luc Mélenchon    | 46 303  | 12,2 %     |         |            |  |  |
|                | MoDem          | François Bayrou       | 40 240  | 10,6 %     |         |            |  |  |
|                | EELV           | Éva Joly              | 10 545  | 2,78 %     |         |            |  |  |
|                | DLF            | Nicolas Dupont-Aignan | 6 494   | 1,71 %     |         |            |  |  |
|                | NPA            | Philippe Poutou       | 5 054   | 1,33 %     |         |            |  |  |
|                | LO             | Nathalie Arthaud      | 2 552   | 0,67 %     |         |            |  |  |
|                | S&P            | Jacques Cheminade     | 909     | 0,24 %     |         |            |  |  |
|                |                |                       |         |            |         |            |  |  |
|                |                |                       | Nombre  | % inscrits | Nombre  | % inscrits |  |  |
| Inscrits       | Inscrits       | Inscrits              | 450 961 |            | 451 014 |            |  |  |
| Abstentions    | Abstentions    | Abstentions           | 64 453  | 14,29 %    | 62 540  | 13,87 %    |  |  |
| Votants        | Votants        | Votants               | 386 508 | 85,71 %    | 388 474 | 86,13 %    |  |  |
|                |                |                       |         |            |         |            |  |  |
|                |                |                       |         | % votants  |         | % votants  |  |  |
| Blancs ou nuls | Blancs ou nuls | Blancs ou nuls        | 6 971   | 1,8 %      | 20 835  | 5,36 %     |  |  |
| Exprimés       | Exprimés       | Exprimés              | 379 537 | 98,2 %     | 367 639 | 94,64 %    |  |  |

### 2007
Au premier tour de l'élection présidentielle de 2007, Sarkozy réussit à capter une partie des voix de Le Pen et arrive largement en tête. Royal est la première femme qualifiée pour le second tour d'une élection présidentielle. Elle est battue avec une avance de 6 points.
Dans les Côtes-d'Armor, Ségolène Royal arrive en tête du premier tour avec 30,05 % des exprimés, suivie de Nicolas Sarkozy (25,8 %), François Bayrou (21,08 %), Jean-Marie Le Pen (7,39 %) et Olivier Besancenot (5,07 %). Au second tour, les électeurs ont voté à 44,47 % pour Nicolas Sarkozy contre 55,53 % pour Ségolène Royal avec un taux de participation de 88,4 % des inscrits.
|                | PS             | Ségolène Royal       | 116 827 | 30,05 %    | 210 577 | 55,53 %    |  |  |
|                | UMP            | Nicolas Sarkozy      | 100 316 | 25,8 %     | 168 622 | 44,47 %    |  |  |
|                | UDF            | François Bayrou      | 81 973  | 21,08 %    |         |            |  |  |
|                | FN             | Jean-Marie Le Pen    | 28 723  | 7,39 %     |         |            |  |  |
|                | LCR            | Olivier Besancenot   | 19 697  | 5,07 %     |         |            |  |  |
|                | GPA            | Marie-George Buffet  | 9 054   | 2,33 %     |         |            |  |  |
|                | MPF            | Philippe de Villiers | 7 714   | 1,98 %     |         |            |  |  |
|                | Les Verts      | Dominique Voynet     | 7 327   | 1,88 %     |         |            |  |  |
|                | SE             | José Bové            | 5 918   | 1,52 %     |         |            |  |  |
|                | LO             | Arlette Laguiller    | 5 539   | 1,42 %     |         |            |  |  |
|                | CPNT           | Frédéric Nihous      | 4 469   | 1,15 %     |         |            |  |  |
|                | CNRSP          | Gérard Schivardi     | 1 263   | 0,32 %     |         |            |  |  |
|                |                |                      |         |            |         |            |  |  |
|                |                |                      | Nombre  | % inscrits | Nombre  | % inscrits |  |  |
| Inscrits       | Inscrits       | Inscrits             | 445 906 |            | 445 750 |            |  |  |
| Abstentions    | Abstentions    | Abstentions          | 52 087  | 11,68 %    | 51 708  | 11,6 %     |  |  |
| Votants        | Votants        | Votants              | 393 819 | 88,32 %    | 394 042 | 88,4 %     |  |  |
|                |                |                      |         |            |         |            |  |  |
|                |                |                      |         | % votants  |         | % votants  |  |  |
| Blancs ou nuls | Blancs ou nuls | Blancs ou nuls       | 4 999   | 1,27 %     | 14 843  | 3,77 %     |  |  |
| Exprimés       | Exprimés       | Exprimés             | 388 820 | 98,73 %    | 379 199 | 96,23 %    |  |  |

### 2002
Après cinq années de cohabitation, un duel est attendu entre Chirac et le Premier ministre Jospin lors de l'élection présidentielle de 2002, mais, à la surprise générale, ce dernier est devancé par Le Pen au premier tour. Au second tour, Chirac bénéficie du ralliement de la gauche et reçoit un score sans précédent. Il s'agit de la première élection pour un mandat de cinq ans et non plus sept.
Dans les Côtes-d'Armor, Jacques  Chirac arrive en tête du premier tour avec 20,29 % des exprimés, suivi de Lionel  Jospin (19,25 %), Jean-Marie  Le Pen (11,68 %), Arlette Laguiller (6,72 %) et François Bayrou (6,36 %). Au second tour, les électeurs ont voté à 88,3 % pour Jacques  Chirac contre 11,7 % pour Jean-Marie  Le Pen avec un taux de participation de 84,14 % des inscrits.
|                | RPR            | Jacques Chirac          | 64 332  | 20,29 %    | 300 021 | 88,3 %     |  |  |
|                | PS             | Lionel Jospin           | 61 040  | 19,25 %    |         |            |  |  |
|                | FN             | Jean-Marie Le Pen       | 37 049  | 11,68 %    | 39 753  | 11,7 %     |  |  |
|                | LO             | Arlette Laguiller       | 21 324  | 6,72 %     |         |            |  |  |
|                | UDF            | François Bayrou         | 20 172  | 6,36 %     |         |            |  |  |
|                | Les Verts      | Noël Mamère             | 19 495  | 6,15 %     |         |            |  |  |
|                | LCR            | Olivier Besancenot      | 18 142  | 5,72 %     |         |            |  |  |
|                | PC             | Robert Hue              | 15 329  | 4,83 %     |         |            |  |  |
|                | MC             | Jean-Pierre Chevènement | 13 918  | 4,39 %     |         |            |  |  |
|                | CPNT           | Jean Saint-Josse        | 12 516  | 3,95 %     |         |            |  |  |
|                | DL             | Alain Madelin           | 12 379  | 3,9 %      |         |            |  |  |
|                | PRG            | Christiane Taubira      | 6 341   | 2 %        |         |            |  |  |
|                | Cap21          | Corinne Lepage          | 6 263   | 1,98 %     |         |            |  |  |
|                | FRS            | Christine Boutin        | 3 764   | 1,19 %     |         |            |  |  |
|                | MNR            | Bruno Mégret            | 3 514   | 1,11 %     |         |            |  |  |
|                | PT             | Daniel Gluckstein       | 1 534   | 0,48 %     |         |            |  |  |
|                |                |                         |         |            |         |            |  |  |
|                |                |                         | Nombre  | % inscrits | Nombre  | % inscrits |  |  |
| Inscrits       | Inscrits       | Inscrits                | 428 856 |            | 428 731 |            |  |  |
| Abstentions    | Abstentions    | Abstentions             | 100 904 | 23,53 %    | 68 006  | 15,86 %    |  |  |
| Votants        | Votants        | Votants                 | 327 952 | 76,47 %    | 360 725 | 84,14 %    |  |  |
|                |                |                         |         |            |         |            |  |  |
|                |                |                         |         | % votants  |         | % votants  |  |  |
| Blancs ou nuls | Blancs ou nuls | Blancs ou nuls          | 10 840  | 3,31 %     | 20 951  | 5,81 %     |  |  |
| Exprimés       | Exprimés       | Exprimés                | 317 112 | 96,69 %    | 339 774 | 94,19 %    |  |  |

### 1995
Après une nouvelle cohabitation et alors que la droite est particulièrement divisée entre Chirac et le Premier ministre Balladur, Jospin réussit à arriver en tête au premier tour de l'élection présidentielle de 1995, malgré la très lourde défaite de la gauche aux législatives de 1993. Au second tour, il est battu par Chirac.
Dans les Côtes-d'Armor, Lionel Jospin arrive en tête du premier tour avec 27,58 % des exprimés, suivi d'Édouard Balladur (20,12 %), Jacques Chirac (19,13 %), Robert Hue (11,2 %) et Jean-Marie Le Pen (8,84 %). Au second tour, les électeurs ont voté à 54,08 % pour Lionel Jospin contre 45,92 % pour Jacques Chirac avec un taux de participation de 85,09 % des inscrits.
|                | PS             | Lionel Jospin        | 94 522  | 27,58 %    | 185 233 | 54,08 %    |  |  |
|                | RPR            | Édouard Balladur     | 68 951  | 20,12 %    |         |            |  |  |
|                | RPR            | Jacques Chirac       | 65 565  | 19,13 %    | 157 290 | 45,92 %    |  |  |
|                | PC             | Robert Hue           | 38 386  | 11,2 %     |         |            |  |  |
|                | FN             | Jean-Marie Le Pen    | 30 282  | 8,84 %     |         |            |  |  |
|                | LO             | Arlette Laguiller    | 18 807  | 5,49 %     |         |            |  |  |
|                | Les Verts      | Dominique Voynet     | 12 760  | 3,72 %     |         |            |  |  |
|                | MPF            | Philippe de Villiers | 12 617  | 3,68 %     |         |            |  |  |
|                | S&P            | Jacques Cheminade    | 847     | 0,25 %     |         |            |  |  |
|                |                |                      |         |            |         |            |  |  |
|                |                |                      | Nombre  | % inscrits | Nombre  | % inscrits |  |  |
| Inscrits       | Inscrits       | Inscrits             | 420 696 |            | 420 460 |            |  |  |
| Abstentions    | Abstentions    | Abstentions          | 69 303  | 16,47 %    | 62 670  | 14,91 %    |  |  |
| Votants        | Votants        | Votants              | 351 393 | 83,53 %    | 357 790 | 85,09 %    |  |  |
|                |                |                      |         |            |         |            |  |  |
|                |                |                      |         | % votants  |         | % votants  |  |  |
| Blancs ou nuls | Blancs ou nuls | Blancs ou nuls       | 8 656   | 2,46 %     | 15 267  | 4,27 %     |  |  |
| Exprimés       | Exprimés       | Exprimés             | 342 737 | 97,54 %    | 342 523 | 95,73 %    |  |  |

### 1988
Après deux ans de cohabitation, Mitterrand affronte le Premier ministre Chirac lors de l'élection présidentielle de 1988. Le Pen obtient au premier tour un score jusque-là sans précédent pour un parti d'extrême droite. Au second tour, Mitterrand est facilement réélu.
Dans les Côtes-du-Nord, François Mitterrand arrive en tête du premier tour avec 38,27 % des exprimés, suivi de Jacques Chirac (18,91 %), Raymond Barre (17,23 %), Jean-Marie Le Pen (8,24 %) et André Lajoinie (7,61 %). Au second tour, les électeurs ont voté à 59,38 % pour François Mitterrand contre 40,62 % pour Jacques Chirac avec un taux de participation de 88,56 % des inscrits.
|                | PS                    | François Mitterrand | 132 970 | 38,27 %    | 207 677 | 59,38 %    |  |  |
|                | RPR                   | Jacques Chirac      | 65 718  | 18,91 %    | 142 076 | 40,62 %    |  |  |
|                | SE                    | Raymond Barre       | 59 859  | 17,23 %    |         |            |  |  |
|                | FN                    | Jean-Marie Le Pen   | 28 627  | 8,24 %     |         |            |  |  |
|                | PC                    | André Lajoinie      | 26 448  | 7,61 %     |         |            |  |  |
|                | Les Verts             | Antoine Waechter    | 14 307  | 4,12 %     |         |            |  |  |
|                | Communiste rénovateur | Pierre Juquin       | 9 703   | 2,79 %     |         |            |  |  |
|                | LO                    | Arlette Laguiller   | 8 672   | 2,5 %      |         |            |  |  |
|                | MPT                   | Pierre Boussel      | 1 191   | 0,34 %     |         |            |  |  |
|                |                       |                     |         |            |         |            |  |  |
|                |                       |                     | Nombre  | % inscrits | Nombre  | % inscrits |  |  |
| Inscrits       | Inscrits              | Inscrits            | 412 856 |            | 412 712 |            |  |  |
| Abstentions    | Abstentions           | Abstentions         | 59 718  | 14,46 %    | 47 199  | 11,44 %    |  |  |
| Votants        | Votants               | Votants             | 353 138 | 85,54 %    | 365 513 | 88,56 %    |  |  |
|                |                       |                     |         |            |         |            |  |  |
|                |                       |                     |         | % votants  |         | % votants  |  |  |
| Blancs ou nuls | Blancs ou nuls        | Blancs ou nuls      | 5 643   | 1,6 %      | 15 760  | 4,31 %     |  |  |
| Exprimés       | Exprimés              | Exprimés            | 347 495 | 98,4 %     | 349 753 | 95,69 %    |  |  |

### 1981
Lors de l'élection présidentielle de 1981, Giscard d'Estaing arrive en tête au premier tour et affronte, comme la fois précédente, Mitterrand. Pour la première fois, un président sortant est battu : Mitterrand devient le premier président de gauche de la Ve République.
Dans les Côtes-du-Nord, François Mitterrand arrive en tête du premier tour avec 27,97 % des exprimés, suivi de Valéry Giscard d'Estaing (27,24 %), Jacques Chirac (17,06 %), Georges Marchais (16,2 %) et Brice Lalonde (3,84 %). Au second tour, les électeurs ont voté à 50,22 % pour François Mitterrand contre 44,5 % pour Valéry Giscard d'Estaing avec un taux de participation de 89,91 % des inscrits.
|                | PS             | François Mitterrand      | 92 735  | 27,97 %    | 193 054 | 55,5 %     |  |  |
|                | UDF            | Valéry Giscard d'Estaing | 90 306  | 27,24 %    | 154 803 | 44,5 %     |  |  |
|                | RPR            | Jacques Chirac           | 56 549  | 17,06 %    |         |            |  |  |
|                | PC             | Georges Marchais         | 53 724  | 16,2 %     |         |            |  |  |
|                | MEP            | Brice Lalonde            | 12 717  | 3,84 %     |         |            |  |  |
|                | LO             | Arlette Laguiller        | 8 642   | 2,61 %     |         |            |  |  |
|                | MRG            | Michel Crépeau           | 5 027   | 1,52 %     |         |            |  |  |
|                | PSU            | Huguette Bouchardeau     | 5 009   | 1,51 %     |         |            |  |  |
|                | Divers droite  | Michel Debré             | 3 847   | 1,16 %     |         |            |  |  |
|                | Divers droite  | Marie-France Garaud      | 2 975   | 0,9 %      |         |            |  |  |
|                |                |                          |         |            |         |            |  |  |
|                |                |                          | Nombre  | % inscrits | Nombre  | % inscrits |  |  |
| Inscrits       | Inscrits       | Inscrits                 | 395 631 |            | 395 521 |            |  |  |
| Abstentions    | Abstentions    | Abstentions              | 60 665  | 15,33 %    | 39 916  | 10,09 %    |  |  |
| Votants        | Votants        | Votants                  | 334 966 | 84,67 %    | 355 605 | 89,91 %    |  |  |
|                |                |                          |         |            |         |            |  |  |
|                |                |                          |         | % votants  |         | % votants  |  |  |
| Blancs ou nuls | Blancs ou nuls | Blancs ou nuls           | 3 435   | 1,03 %     | 7 748   | 2,18 %     |  |  |
| Exprimés       | Exprimés       | Exprimés                 | 331 531 | 98,97 %    | 347 857 | 97,82 %    |  |  |

### 1974
L'élection présidentielle de 1974 est une élection anticipée à la suite de la mort de Pompidou. Mitterrand, candidat unique de la gauche, est largement en tête au premier tour devant Giscard d'Estaing, qui distance lui-même Chaban-Delmas. Au terme d'une campagne animée, marquée par un débat télévisé tendu, Giscard d'Estaing l'emporte avec une très courte avance.
Dans les Côtes-du-Nord, François Mitterrand arrive en tête du premier tour avec 45,18 % des exprimés, suivi de Valéry Giscard d'Estaing (35,59 %), Jacques Chaban-Delmas (11,89 %), Arlette Laguiller (2,54 %) et Jean Royer (2,18 %). Au second tour, les électeurs ont voté à 50,22 % pour François Mitterrand contre 49,78 % pour Valéry Giscard d'Estaing avec un taux de participation de 90,39 % des inscrits.
|                | PS             | François Mitterrand      | 133 505 | 45,18 %    | 153 455 | 50,22 %    |  |  |
|                | RI             | Valéry Giscard d'Estaing | 105 157 | 35,59 %    | 152 089 | 49,78 %    |  |  |
|                | UDR            | Jacques Chaban-Delmas    | 35 143  | 11,89 %    |         |            |  |  |
|                | LO             | Arlette Laguiller        | 7 492   | 2,54 %     |         |            |  |  |
|                | SE             | Jean Royer               | 6 450   | 2,18 %     |         |            |  |  |
|                | SE, écologiste | René Dumont              | 3 076   | 1,04 %     |         |            |  |  |
|                | FN             | Jean-Marie Le Pen        | 1 834   | 0,62 %     |         |            |  |  |
|                | MDSF           | Émile Muller             | 1 030   | 0,35 %     |         |            |  |  |
|                | FCR            | Alain Krivine            | 736     | 0,25 %     |         |            |  |  |
|                | NAR            | Bertrand Renouvin        | 385     | 0,13 %     |         |            |  |  |
|                | MFE            | Jean-Claude Sebag        | 383     | 0,13 %     |         |            |  |  |
|                |                |                          |         |            |         |            |  |  |
|                |                |                          | Nombre  | % inscrits | Nombre  | % inscrits |  |  |
| Inscrits       | Inscrits       | Inscrits                 | 341 061 |            | 340 951 |            |  |  |
| Abstentions    | Abstentions    | Abstentions              | 43 721  | 12,82 %    | 32 771  | 9,61 %     |  |  |
| Votants        | Votants        | Votants                  | 297 340 | 87,18 %    | 308 180 | 90,39 %    |  |  |
|                |                |                          |         |            |         |            |  |  |
|                |                |                          |         | % votants  |         | % votants  |  |  |
| Blancs ou nuls | Blancs ou nuls | Blancs ou nuls           | 1 844   | 0,62 %     | 2 636   | 0,86 %     |  |  |
| Exprimés       | Exprimés       | Exprimés                 | 295 496 | 99,38 %    | 305 544 | 99,14 %    |  |  |

### 1969
L'élection présidentielle de 1969 est une lection anticipée à la suite de la démission de De Gaulle. La gauche se lance désunie dans la course et, bien que Duclos (PCF) manque de le devancer, c'est le président par intérim Poher qui accède au second tour face à l'ex-Premier ministre Pompidou. Alors que Duclos refuse d'appeler à voter au second tour pour « bonnet blanc ou blanc bonnet », Pompidou est finalement largement élu.
Dans les Côtes-du-Nord, Georges Pompidou arrive en tête du premier tour avec 43,04 % des exprimés, suivi de Jacques Duclos (23,73 %), Alain Poher (22,57 %), Michel Rocard (4,76 %) et Gaston Defferre (3,81 %). Au second tour, les électeurs ont voté à 57,78 % pour Georges Pompidou contre 42,22 % pour Alain Poher avec un taux de participation de 72,2 % des inscrits.
|                | UDR            | Georges Pompidou | 113 520 | 43,04 %    | 127 925 | 57,78 %    |  |  |
|                | PC             | Jacques Duclos   | 62 584  | 23,73 %    |         |            |  |  |
|                | CD             | Alain Poher      | 59 523  | 22,57 %    | 93 477  | 42,22 %    |  |  |
|                | PSU            | Michel Rocard    | 12 557  | 4,76 %     |         |            |  |  |
|                | SFIO           | Gaston Defferre  | 10 059  | 3,81 %     |         |            |  |  |
|                | SE             | Louis Ducatel    | 2 874   | 1,09 %     |         |            |  |  |
|                | LC             | Alain Krivine    | 2 633   | 1 %        |         |            |  |  |
|                |                |                  |         |            |         |            |  |  |
|                |                |                  | Nombre  | % inscrits | Nombre  | % inscrits |  |  |
| Inscrits       | Inscrits       | Inscrits         | 331 467 |            | 330 608 |            |  |  |
| Abstentions    | Abstentions    | Abstentions      | 65 061  | 19,63 %    | 91 923  | 27,8 %     |  |  |
| Votants        | Votants        | Votants          | 266 406 | 80,37 %    | 238 685 | 72,2 %     |  |  |
|                |                |                  |         |            |         |            |  |  |
|                |                |                  |         | % votants  |         | % votants  |  |  |
| Blancs ou nuls | Blancs ou nuls | Blancs ou nuls   | 2 656   | 1 %        | 17 283  | 7,24 %     |  |  |
| Exprimés       | Exprimés       | Exprimés         | 263 750 | 99 %       | 221 402 | 92,76 %    |  |  |

### 1965
L'élection présidentielle de 1965 est la première élection au suffrage universel direct à la suite du référendum d'octobre 1962. De Gaulle est mis en ballottage, à la surprise générale, par Mitterrand, candidat unique de la gauche. La campagne du second tour est axée sur l'Europe et les relations internationales ainsi que sur l'armement nucléaire. De Gaulle est finalement réélu avec une large avance.
Dans les Côtes-du-Nord, Charles de Gaulle arrive en tête du premier tour avec 43,98 % des exprimés, suivi de François Mitterrand (34,94 %), Jean Lecanuet (17,15 %), Jean-Louis Tixier-Vignancour (2,07 %) et Pierre Marcilhacy (1,08 %). Au second tour, les électeurs ont voté à 54,8 % pour Charles de Gaulle contre 45,2 % pour François Mitterrand avec un taux de participation de 86,57 % des inscrits.
|                | UNR            | Charles de Gaulle            | 123 355 | 43,98 %    | 152 190 | 54,8 %     |  |  |
|                | CIR            | François Mitterrand          | 97 981  | 34,94 %    | 125 512 | 45,2 %     |  |  |
|                | MRP            | Jean Lecanuet                | 48 103  | 17,15 %    |         |            |  |  |
|                | SE             | Jean-Louis Tixier-Vignancour | 5 814   | 2,07 %     |         |            |  |  |
|                | PLE            | Pierre Marcilhacy            | 3 033   | 1,08 %     |         |            |  |  |
|                | SE             | Marcel Barbu                 | 2 170   | 0,77 %     |         |            |  |  |
|                |                |                              |         |            |         |            |  |  |
|                |                |                              | Nombre  | % inscrits | Nombre  | % inscrits |  |  |
| Inscrits       | Inscrits       | Inscrits                     | 326 726 |            | 326 442 |            |  |  |
| Abstentions    | Abstentions    | Abstentions                  | 44 543  | 13,63 %    | 43 832  | 13,43 %    |  |  |
| Votants        | Votants        | Votants                      | 282 183 | 86,37 %    | 282 610 | 86,57 %    |  |  |
|                |                |                              |         |            |         |            |  |  |
|                |                |                              |         | % votants  |         | % votants  |  |  |
| Blancs ou nuls | Blancs ou nuls | Blancs ou nuls               | 1 727   | 0,61 %     | 4 908   | 1,74 %     |  |  |
| Exprimés       | Exprimés       | Exprimés                     | 280 456 | 99,39 %    | 277 702 | 98,26 %    |  |  |